# Зелёный (Воронежская область)
Зелёный — посёлок в Бутурлиновском районе Воронежской области.

## География
Посёлок отделён рекой Осередь от райцентра — Бутурлиновки, расположенной к северо-западу.

### Улицы
- ул. Комарова,
- ул. Ленина,
- ул. Мира,
- ул. Молодёжная,
- ул. Новая,
- ул. Садовая,
- ул. Советская.

## Население
| 2010 |
| ---- |
| 705  |

1. 1 2  Всероссийская перепись населения 2010 года. Численность населения городских округов, муниципальных районов, городских и сельских поселений